# Giuseppe Moro
Giuseppe Moro   (Carbonera, 16 de gener de 1921 - Porto Sant'Elpidio, 27 de gener de 1974) fou un futbolista italià de la dècada de 1940.
Fou 9 cops internacional amb la selecció de futbol d'Itàlia amb la qual participa al Mundial de 1950.
Pel que fa a clubs, destacà a ACF Fiorentina, AS Bari, Torino FC, Lucchese, Sampdoria i AS Roma.